# Millington, Illinois
Millington là một làng thuộc quận Kendall, tiểu bang Illinois, Hoa Kỳ. Năm 2010, dân số của làng này là 665 người.

## Dân số
Dân số qua các năm:
- Năm 2000: 458 người.
- Năm 2010: 665 người.